# Селихів
Се́лихів —  село в Україні, в Ічнянському районі Чернігівської області. Населення становить 21 осіб. Входить до складу Ічнянської міської громади.

## Географія
Село Селихів знаходиться на лівому березі річки Удай, вище за течією на відстані 1 км розташоване село Безбородьків, нижче за течією на відстані 0,5 км розташоване село Томашівка, на протилежному березі - село Припутні. До села примикає лісовий масив.

## Історія
З 1917 - у складі УНР. Після тривалого комуністичного режиму 1991 у селі поновлено українську владу.
На мапі РСЧА 1941 року позначений як хутір на 14 дворів.
До 2017 року орган місцевого самоврядування — Андріївська сільська рада.

## Населення

### Мова
Розподіл населення за рідною мовою за даними перепису 2001 року:
| Мова       | Кількість | Відсоток |
| ---------- | --------- | -------- |
| українська | 21        | 100%     |